# Borsigwerke (metrostation)
Borsigwerke is een station van de metro van Berlijn, gelegen onder de Berliner Straße in het Berlijnse stadsdeel Tegel. Het metrostation werd geopend op 31 mei 1958 en is onderdeel van lijn U6. Station Borsigwerke dankt zijn naam aan de nabijgelegen voormalige locomotief- en machinefabriek Borsig. Op het oude fabrieksterrein wordt sinds een aantal jaren een nieuw multifunctioneel stadsgebied ontwikkeld.
Reeds tijdens de bouw van de Nord-Süd-U-Bahn, de huidige U6, in de jaren 1920 bestonden er plannen de lijn in het noorden door te trekken richting Tegel. In 1929 begon men ten noorden van het toenmalige eindpunt Seestraße met de bouw van een tunnel ter voorbereiding op deze verlenging, maar vanwege de economische crisis kwamen de werkzaamheden al snel stil te liggen. Na de Tweede Wereldoorlog werden de plannen weer actueel. In West-Berlijn voorzag men een grootschalige uitbreiding van het metronet en men besloot de noordelijke verlenging van lijn C (U6) als eerste te realiseren. De bouw van het 6,9 kilometer lange traject naar het centrum van Tegel begon in oktober 1953. De eerste etappe, tot Kurt-Schumacher-Platz, kwam in gebruik op 3 mei 1956. Twee jaar later volgde traject tot het huidige eindpunt Alt-Tegel, dat grotendeels bovengronds werd aangelegd en vlak voor station Borsigwerke weer een tunnel in duikt.

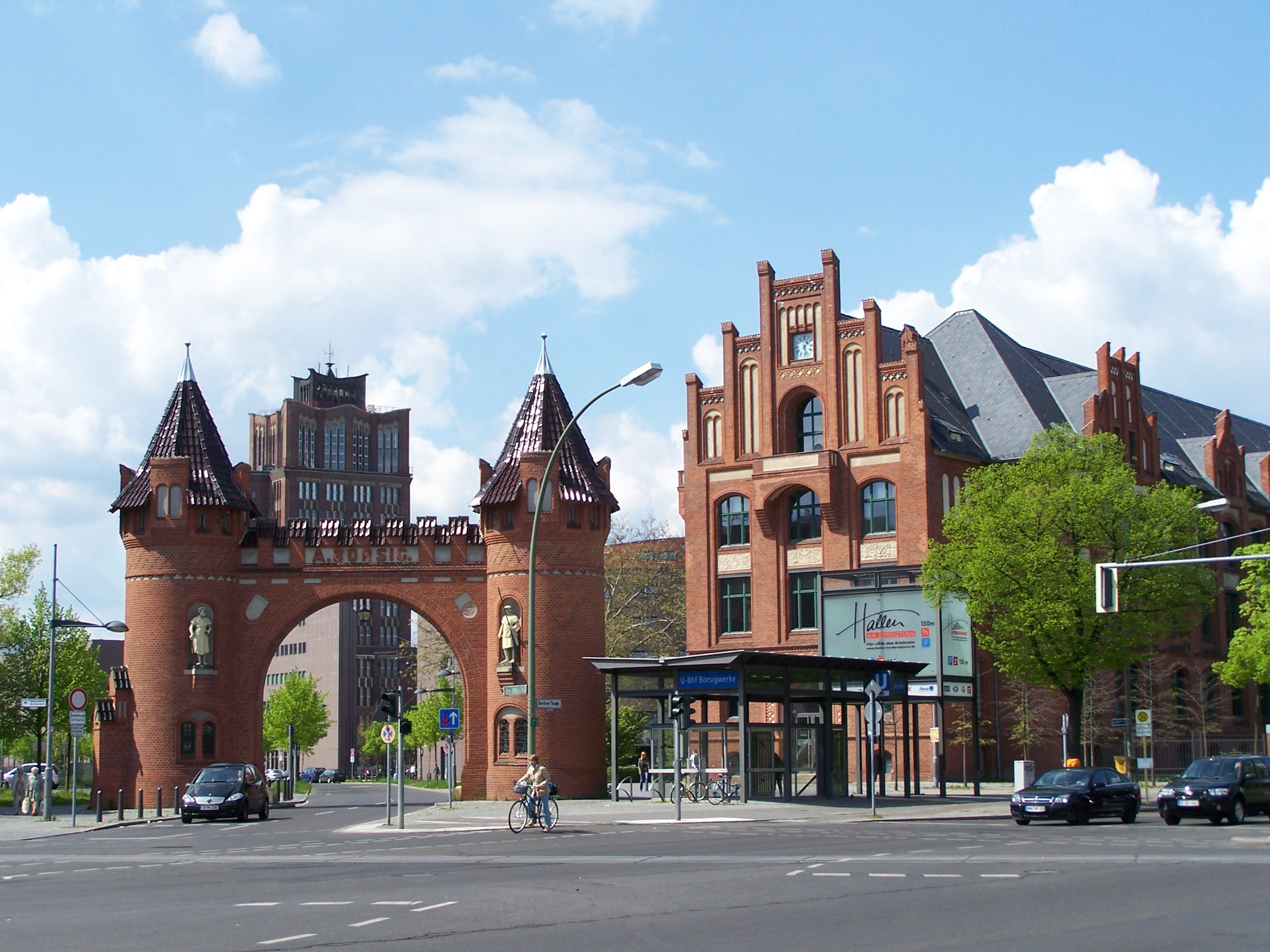
Ingang van het metrostation tegen de achtergrond van de vroegere fabriekspoort

Het metrostation Borsigwerke werd net als de overige stations op het noordelijke deel van de U6 ontworpen door architect Bruno Grimmek. Het station is met zijn geknikte, licht welvende dak, zeshoekige zuilen en met citroengele tegels beklede wanden een typisch voorbeeld van Grimmeks stijl, die ook op het oudste deel van de U9 goed vertegenwoordigd is. Station Borsigwerke bevindt zich nog in vrijwel originele staat; het is samen met Hansaplatz (U9) het enige Berlijnse metrostation waar de oorspronkelijke bruine stationsborden en zitbanken in jaren-50-stijl behouden zijn. Het station is dan ook opgenomen op de monumentenlijst.
Aan beide uiteinden van het eilandperron leiden trappen naar een tussenverdieping met uitgangen aan weerszijden van de Berliner Straße. De noordwestelijke uitgang was aanvankelijk geïntegreerd in de poort van de Borsig-fabriek, maar werd na de sluiting en gedeeltelijke afbraak van het fabriekscomplex verplaatst. De fabriekspoort is overigens behouden en geniet net als het station monumentenbescherming.

Uiteindelijk moeten alle Berlijnse metrostations voorzien zijn van een lift. Station Borsigwerke heeft hierbij echter geen hoge prioriteit; volgens het tijdschema van de Berlijnse Senaat zal de inbouw van een lift pas na 2010 plaatsvinden.